# Ingvill Måkestad Bovim
Ingvill Måkestad Bovim (Odda, 7 agosto 1981) è una mezzofondista norvegese, specializzata negli 800 e nei 1500 metri piani.
In carriera non ha vinto medaglie mondiali o europee ma ha stabilito ben quattro record nazionali, due all'aperto e due indoor, correndo gli 800 metri in 1'59"82 e i 1000 metri in 2'36"7. Ai Campionati del mondo di atletica leggera di Taegu 2011 è giunta sesta al traguardo della prova sui 1 500 metri.

## Carriera

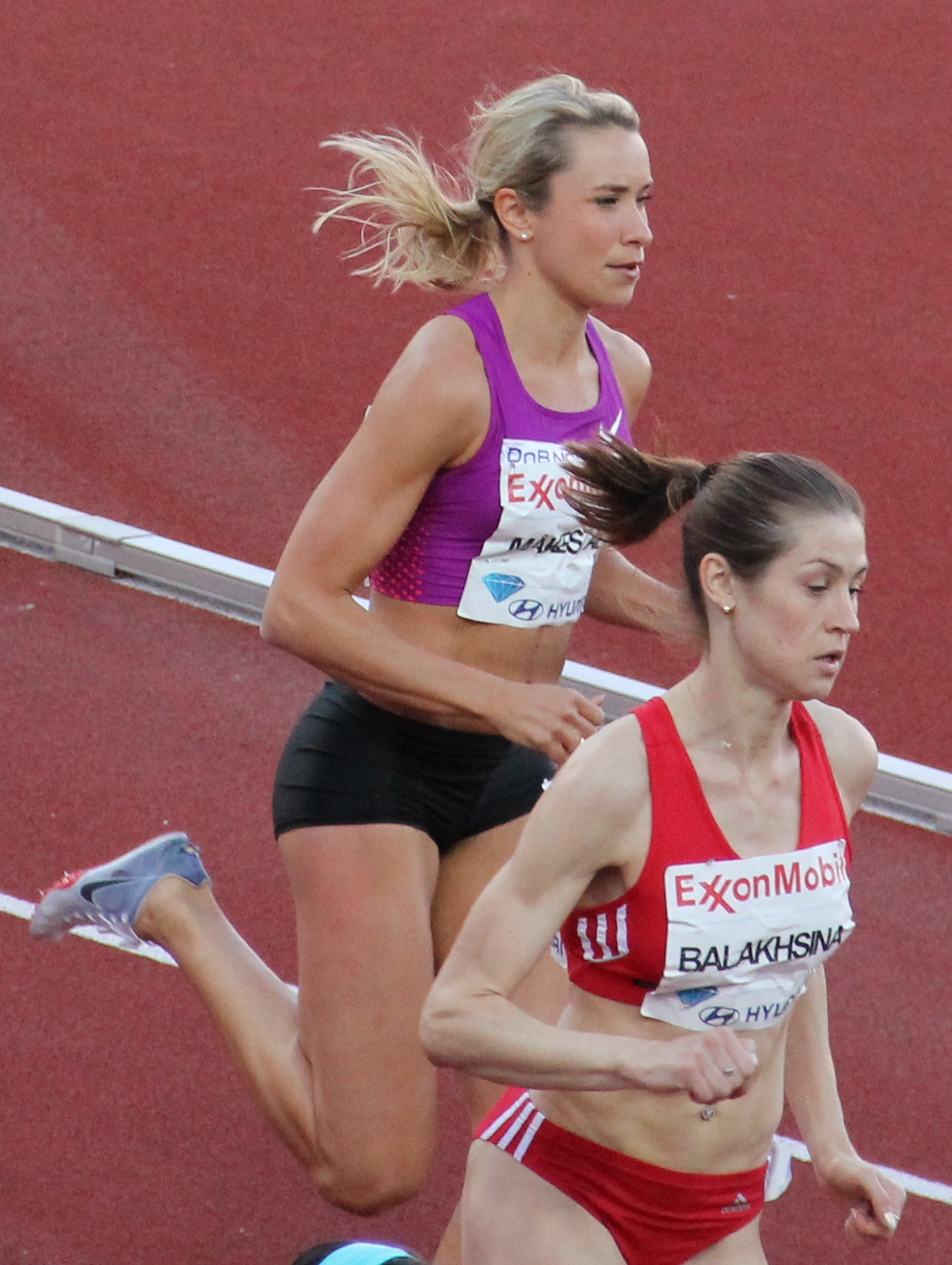
Ingvill ai Bislett Games 2010 sugli 800 metri

Per la stagione 2010 Ingvill si trasferisce al club di atletica leggera IL Gular. Prima dei Bislett Games, il 19 maggio, fa segnare un tempo importante sulla distanza dei 3000 metri piani che è anche il suo record personale: 8'54"57. Più tardi nel mese di luglio a Parigi, durante lo svolgimente del Meeting Areva, migliora la sua miglior prestazione in carriera sui 1.500 metri con il tempo di 4'04"22; questo risultato è il secondo migliore della storia norvegese, dietro solamente a quello di Grete Waitz. Il 10 agosto 2010 al Folksam GP di Göteborg batte il record nazionale sugli 800 metri, riuscendo a correre in 2'00"82. Poche settimane più tardi dimostra nuovamente lo splendido stato di forma e a Zagabria scende per la prima volta in carriera sotto il muro dei due minuti sul doppio giro di pista, fermando il cronometro a 1'59"82.
Nel novembre 2010 dopo un'ottima stagione è stata insignita del premio di miglior atleta norvegese femminile dell'anno.

### 2011
Nella prima parte di stagione durante i meeting indoor Ingvill migliora più volte il record di norvegia sui 1 500 metri fino al 22 febbraio quando a Globen fa segnare il tempo di 4'08"65. Ai Bislett Games del 2011 termina la prova sugli 800 metri con il primato stagionale ma la posizione al traguardo è solo la decima. All'Aviva British Grand Prix dimostra un buono stato di forma infatti termina al sesto posto i 1 500 metri correndo sotto i 4 minuti e 7 secondi, miglior tempo della stagione 2011; poco prima dei mondiali di Daegu il meeting della Diamond League a Londra permette alla norvegese di avvicinare la soglia dei due minuti sugli 800 metri, terminando la prova in ottava posizione.
Giunge in Asia per i mondiali 2011 pronta a partecipare alla gara dei 1.500 metri; nella prima batteria si qualifica grazie ai migliori tempi di ripescaggio, poi in semifinale termina tra le prime cinque della prova quindi può partecipare alla prima finale mondiale della sua carriera. Una gara impostata su livelli non elevatissimi permette a molte atlete di rimanere nel gruppo di testa e solo un allungo all'ultimo giro dichiara le posizioni, con Ingvill Måkestad che chiude al sesto posto.

## Record nazionali

### Seniores
- 800 metri piani: 1'59"82 ( Zagabria, 1º settembre 2010)
- 1 000 metri piani: 2'36"7 ( Florø, 4 giugno 2011)
- 1 500 metri piani indoor: 4'08"65 ( Stoccolma, 22 febbraio 2011)
- Miglio indoor: 4'28"49 ( Birmingham, 20 febbraio 2010)

## Progressione

### 800 metri
| Stagione | Risultato | Luogo     | Data      | Rank. Mond. |
| -------- | --------- | --------- | --------- | ----------- |
| 2012     | 2'04"71   | Göteborg  | 14-6-2012 |             |
| 2011     | 2'00"68   | Londra    | 5-8-2011  | 59ª         |
| 2010     | 1'59"82   | Zagabria  | 1-9-2010  | 31ª         |
| 2009     | 2'02"05   | Zagabria  | 31-8-2009 | 95ª         |
| 2008     | 2'06"18   | Trondheim | 19-7-2008 |             |
| 2007     | 2'06"59   | Askim     | 12-8-2007 |             |
| 2005     | 2'10"41   | Malmö     | 16-8-2005 |             |
| 2004     | 2'06"54   | Malmö     | 2-8-2004  |             |
| 2003     | 2'05"38   | Göteborg  | 6-7-2003  |             |
| 1999     | 2'04"32   | Riga      | 7-8-1999  |             |
| 1998     | 2'05"80   | Annecy    | 29-7-1998 |             |

### 1500 metri
| Stagione | Risultato | Luogo          | Data      | Rank. Mond. |
| -------- | --------- | -------------- | --------- | ----------- |
| 2012     | 4'03"71   | Parigi         | 6-7-2012  | 25ª         |
| 2011     | 4'03"79   | Bruxelles      | 16-9-2011 | 30ª         |
| 2010     | 4'02"20   | Rieti          | 29-8-2010 | 17ª         |
| 2009     | 4'09"62   | Heusden-Zolder | 18-7-2009 | 76ª         |
| 2008     | 4'20"03   | Trondheim      | 20-7-2008 |             |
| 2007     | 4'15"18   | Heusden-Zolder | 28-7-2007 |             |
| 2005     | 4'26"63   | Bergen         | 21-8-2005 |             |
| 2004     | 4'20"40   | Florø          | 8-8-2004  |             |
| 2003     | 4'13"58   | Bydgoszcz      | 19-7-2003 | 142ª        |
| 1999     | 4'18"08   | Arnhem         | 10-7-1999 |             |

## Palmarès
| Anno | Manifestazione    | Luogo      | Evento       | Posizione | Risultato | Note |
| ---- | ----------------- | ---------- | ------------ | --------- | --------- | ---- |
| 1998 | Mondiali juniores | Annecy     | 800 m piani  | 8ª        | 2'08"39   |      |
| 2010 | Europei           | Barcellona | 1500 m piani | Batteria  | 4'07"49   |      |
| 2011 | Europei indoor    | Parigi     | 1500 m piani | Batteria  | 4'12"13   |      |
| 2011 | Mondiali          | Taegu      | 1500 m piani | 6ª        | 4'06"85   |      |
| 2012 | Europei           | Helsinki   | 1500 m piani | 6ª        | 4'13"32   |      |
| 2014 | Europei           | Zurigo     | 1500 m piani | 9ª        | 4'08"85   |      |
| 2016 | Europei           | Amsterdam  | 1500 m piani | 4ª        | 4'34"15   |      |

## Campionati nazionali
- 1 volta campionessa nazionale sugli 800 metri (2003).

## Altre competizioni internazionali
2010
- 6ª al Qatar Athletic Super Grand Prix ( Doha), 1 500 metri - 4'06"08
- 4ª ai Bislett Games ( Oslo), 800 metri - 2'02"47
- 10ª all'Athletissima ( Losanna), 1 500 metri - 4'07"41
- 10ª al Meeting Areva ( Parigi), 1 500 metri - 4'04"22
- 11ª al DN Galan ( Stoccolma), 1 500 metri - 4'04"92
- 7ª all'Aviva London Grand Prix ( Londra), 1 500 metri - 4'10"95

2011
- 10ª ai Bislett Games ( Oslo), 800 metri - 2'01"16
- 12ª all'Athletissima ( Losanna), 1 500 metri - 4'10"76
- 6ª all'Aviva British Grand Prix ( Birmingham), 1 500 metri - 4'06"82
- 14ª all'Herculis ( Monaco), 1 500 metri - 4'08"01
- 6ª al DN Galan ( Stoccolma), 800 metri B - 2'03"09
- 8ª all'Aviva London Grand Prix ( Londra), 800 metri - 2'00"68
- 14ª al Memorial Van Damme ( Bruxelles), 1 500 metri - 4'03"79

2012
- 10ª al Golden Gala ( Roma), 1 500 metri - 4'06"09
- 7ª ai Bislett Games ( Oslo), 1 500 metri - 4'06"31
- 11ª al Meeting Areva ( Parigi), 1 500 metri - 4'03"71